# 小笠原青螺
小笠原青螺（学名：Nipponacmea boninensis）是一個海螺的腹足綱軟體動物物種。舊屬原始腹足目莲花青螺科Notoacmea屬，今屬笠形腹足類支序的莲花青螺科日本青螺屬。

## 分佈
本物種分佈於臺灣及越南的慶和省與廣義省，常棲息在潮間帶岩礁。